# Castelo de Hiroshima

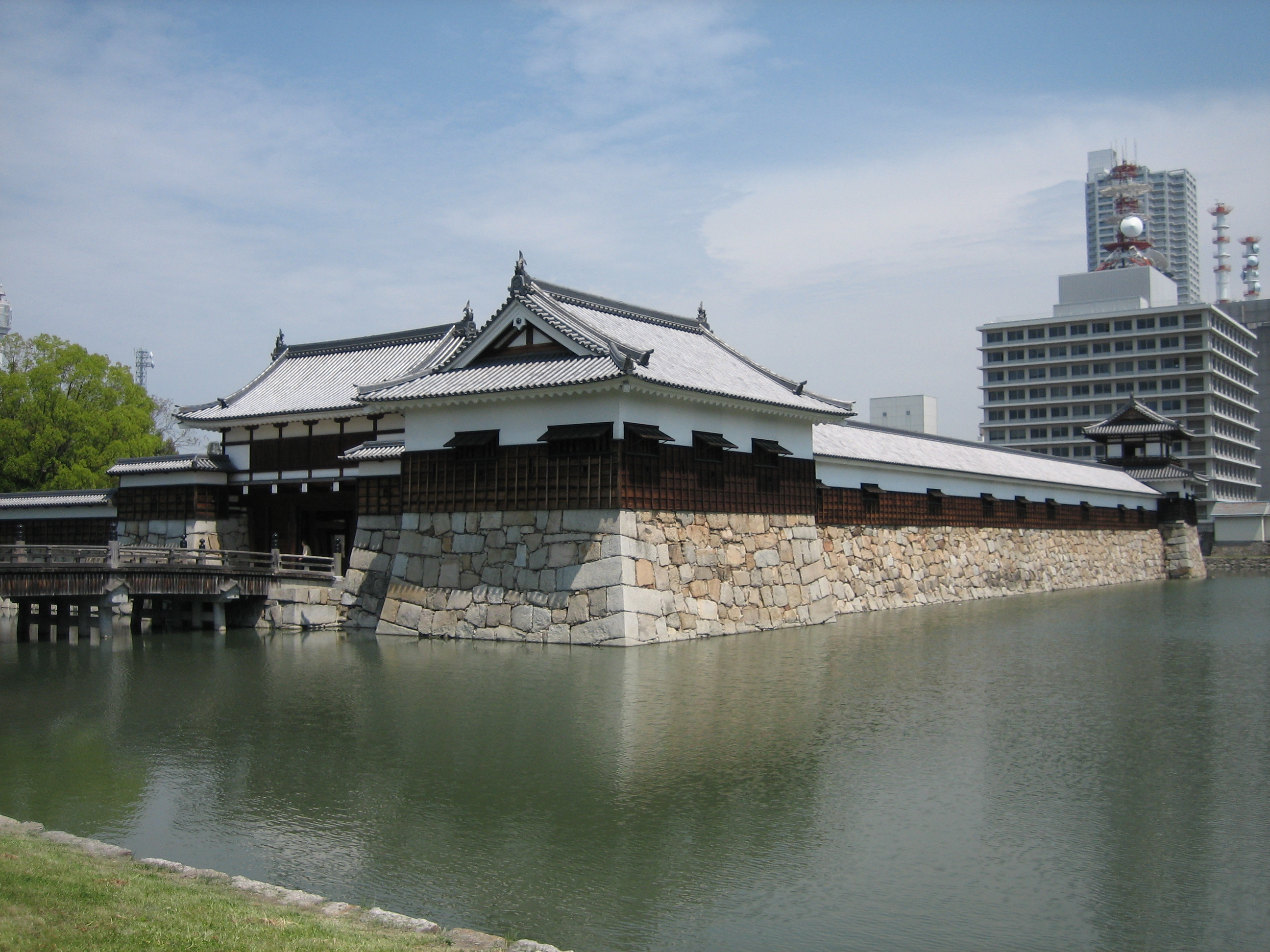
Parte do ninomaru reconstruído

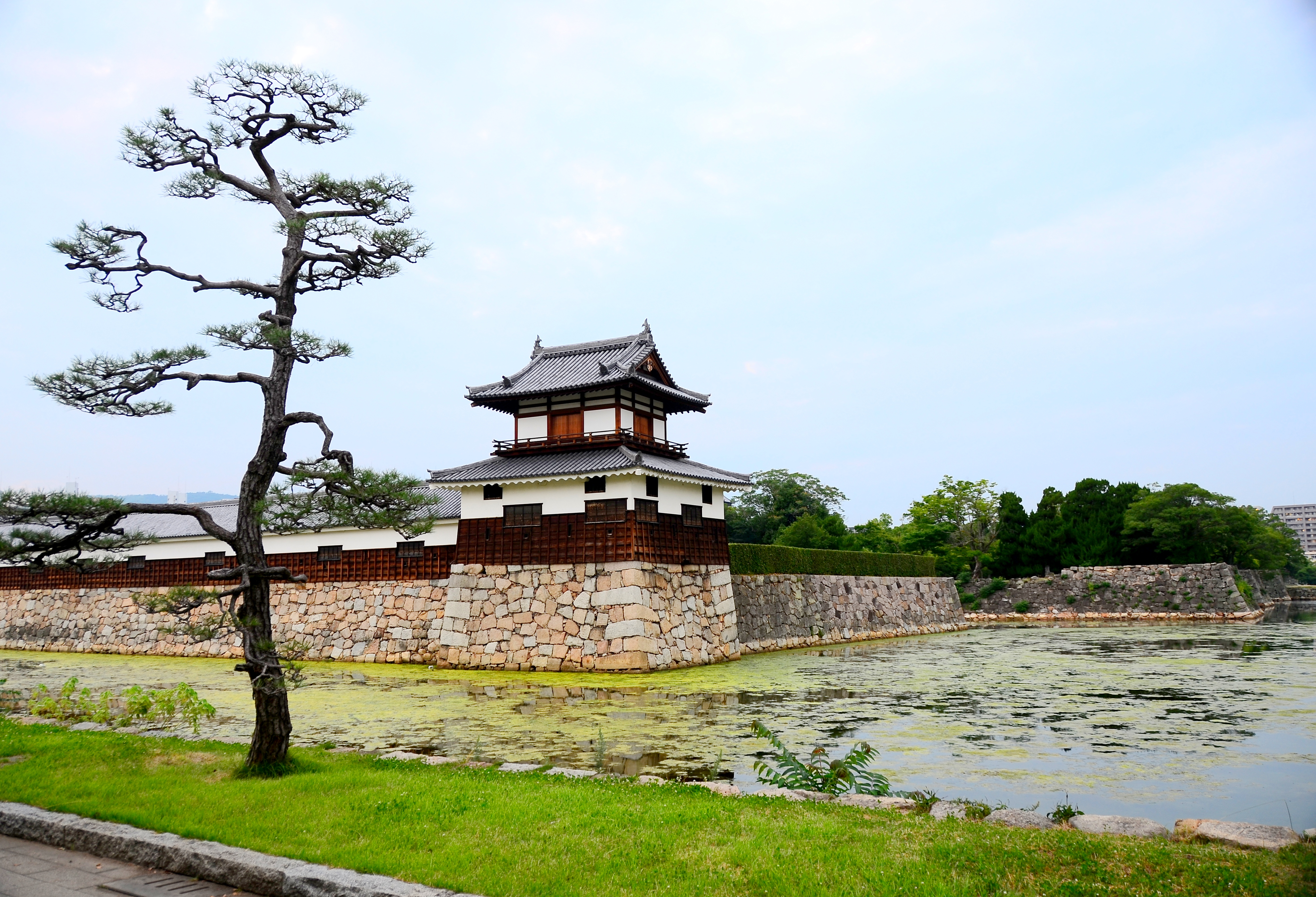
Parte do castelo reconstruído

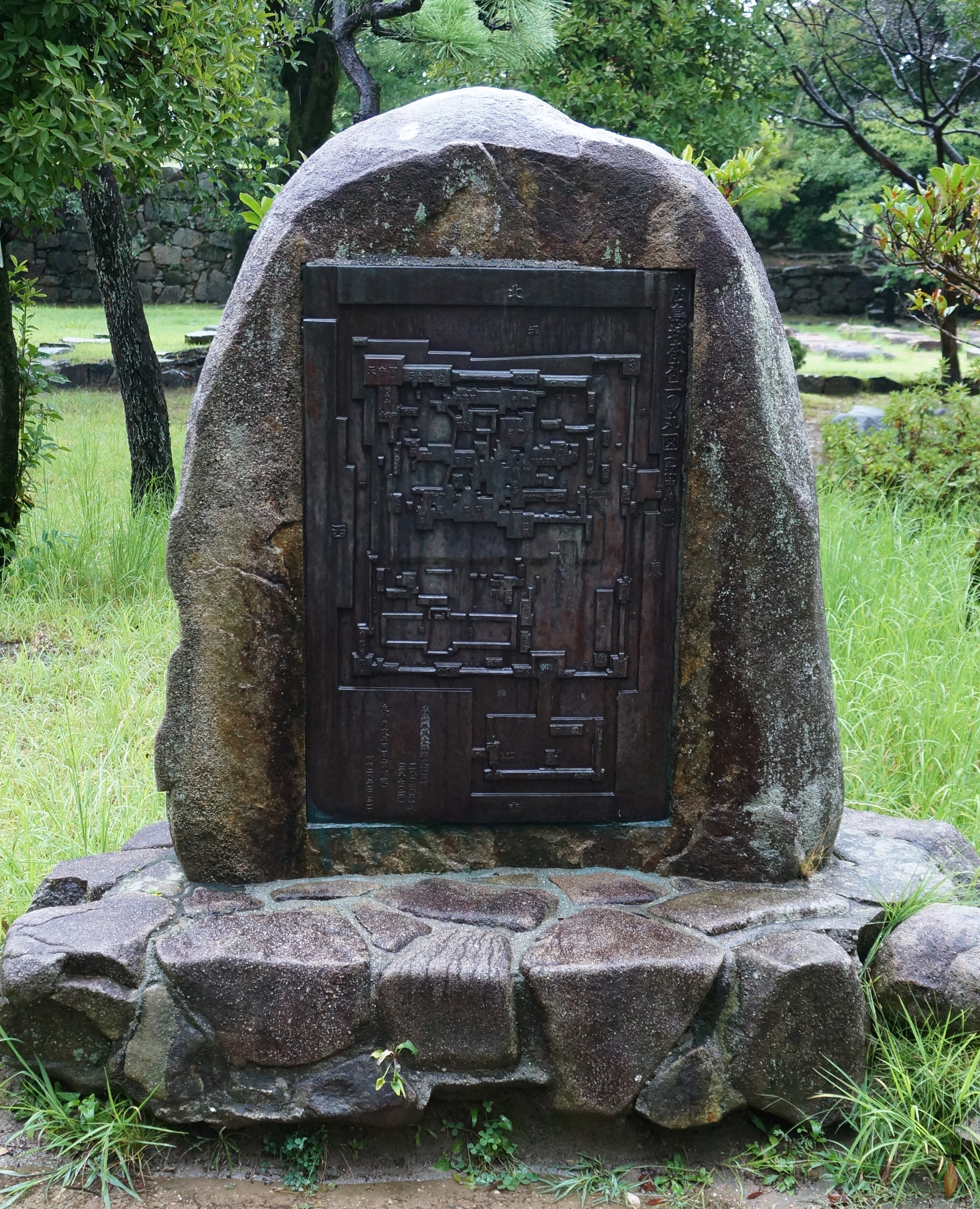
Pedra mapa memorial

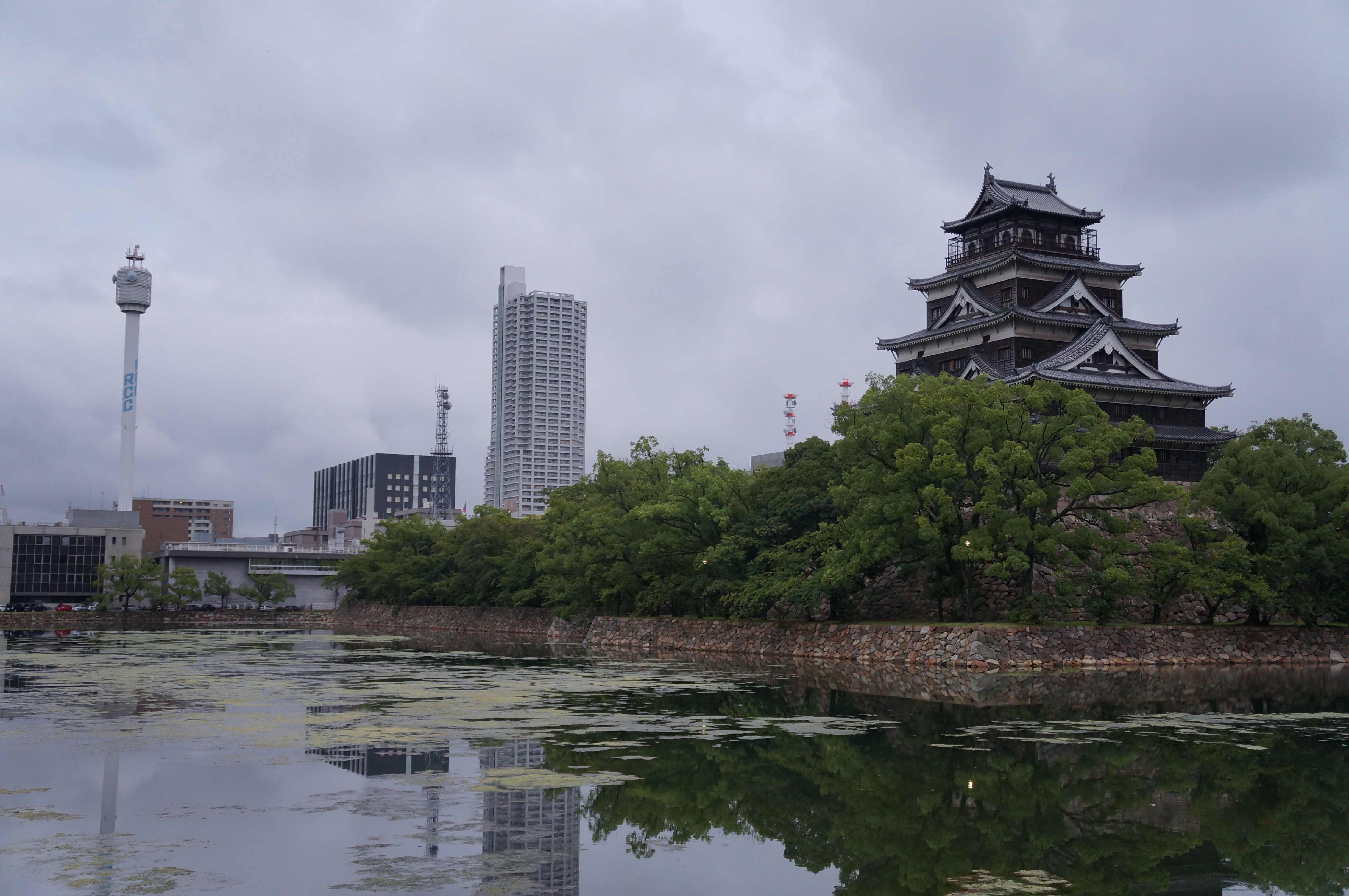
Vista do castelo reconstruído

O Castelo de Hiroshima (広島城, Hiroshima-jō), às vezes chamado de Castelo Carpa (鯉城, Rijō), é um castelo em Hiroshima que serviu de casa para o daimiô do feudo (han) de Hiroshima. O castelo foi reconstruído na década de 1590, mas foi destruído pela bomba atômica  em 6 de agosto de 1945. Foi reconstruído em 1958 como uma réplica do original, agora servindo como um museu da história de Hiroshima antes da Segunda Guerra Mundial.

## História

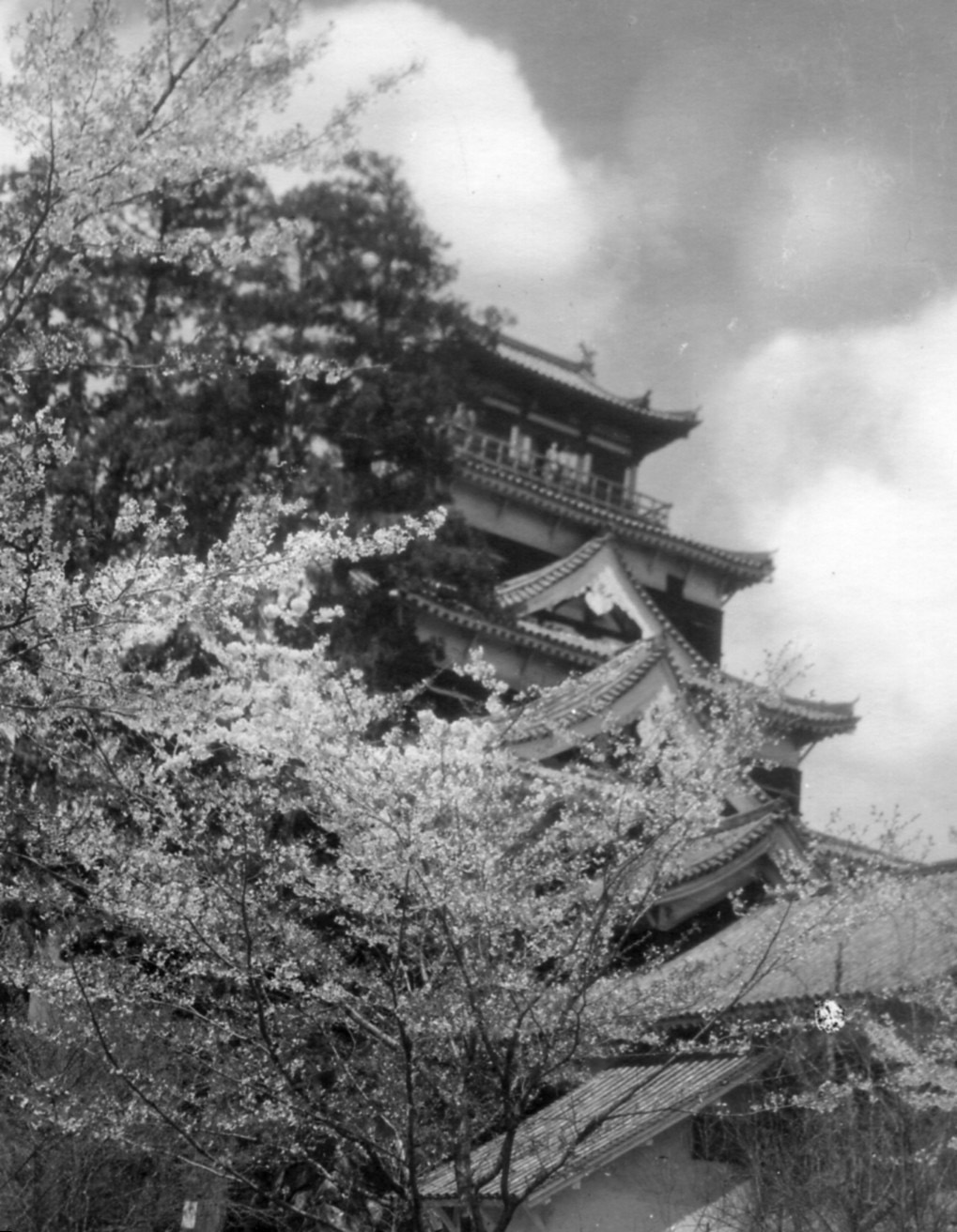
O castelo antes de ser destruído pelo bombardeio atômico.

Mōri Terumoto, um dos Go-Tairō de Toyotomi Hideyoshi, construiu o Castelo de Hiroshima entre 1589 e 1599. Era localizado na delta do Rio Ota. Não havia cidade naquela época, e a área era chamada Gokamura ("cinco vilas"). No início de 1591, Mōri governava nove províncias a partir deste castelo, incluindo o que são agora as prefeituras de Shimane, Yamaguchi, Tottori, Okayama e Hiroshima.
Quando a construção do castelo começou, Gokamura foi renomeada como Hiroshima, um nome mais expressivo. "Hiro" foi tirado de Ōe no Hiromoto, um ancestral da família Mōri, e "Shima" foi tirado de Fukushima Motonaga, que ajudou Mōri Terumoto a escolher o local do castelo. Alguns afirmam que o nome "Hiroshima", que significa "ilha larga", vem da existência de muitas ilhas largas na delta do Rio Ota, próximo ao castelo.
Seguindo a Batalha de Sekigahara em 1600, Mōri foi forçado a sair do castelo, indo para Hagi na atual Prefeitura de Yamaguchi. Fukushima Masanori se tornou senhor das províncias de Aki e Bingo (atuais territórios da Prefeitura de Hiroshima). O Xogunato Tokugawa proibiu construções de castelos sem a permissão de Edo; isso servia para o xogunato evitar que os daimiôs ganhassem poder e o destronassem. Quando Fukushima reparou o castelo após uma inundação em 1619, foi despachado para Kawanakajima na atual Nagano. Asano Nagaakira se tornou então senhor deste castelo. De 1619 até a abolição do sistema feudal durante a Restauração Meiji (1869), a família Asano governava as províncias de Aki e Bingo.
Após a Restauração Meiji, o castelo serviu como instalação militar, e o Quartel General Imperial foi lá durante a Primeira Guerra Sino-Japonesa entre 1894-1895. As fundações de muitas dependências do quartel permanecem lá até hoje.
Durante os meses finais da Segunda Guerra Mundial, o castelo serviu de quartel general para o 2° Exército Geral e a Quinta Divisão, postas lá para deter uma possível invasão Aliada. O castelo foi destruído pelo bombardeio atômico de 6 de agosto de 1945, e por muitos anos, que a estrutura do castelo havia se transformado em cinzas pela explosão que destruiu Hiroshima, mas descobertas recentes revelam que a explosão apenas destruiu os pilares inferiores, e o resto desabou por conta disso.
A torre atual, construída em grande parte de concreto, foi concluída em 1958

### Daimiôs de Hiroshima
1. Mōri Terumoto (1591–1600)*; 1.120.000 koku*[1]
2. Fukushima Masanori (1600–1619); 498.223 koku
3. Asano Nagaakira (1619–1632); 426.500 koku**
4. Asano Mitsuakira (1632–1672)
5. Asano Tsunaakira (1672–1673)
6. Asano Tsunanaga (1673–1708)
7. Asano Yoshinaga (1708–1752)
8. Asano Munetsune (1752–1763)
9. Asano Shigeakira (1763–1799)
10. Asano Narikata (1799–1830)
11. Asano Naritaka (1831–1858)
12. Asano Yoshiteru (1858–1858)
13. Asano Nagamichi (1858–1869)
14. Asano Nagakoto (1869–1871)[1]

*Os anos listados são apenas os que o senhor ocupou o Castelo de Hiroshima, não os anos de sua vida.
**Todos os senhores após Asano Nagaakira tiveram os mesmos 426.500 koku.

## Estrutura
O castelo foi originalmente feito de madeira, principalmente pinheiro, e tinha asas anexadas para leste e para sul. Foi finalizado em alguma data entre 1592 e 1599, e foi designado Tesouro Nacional em 1931. O castelo reconstruído tem uma torre principal (tenshu) apenas, que é feita principalmente de concreto reforçado. Seus cinco andares ficam a 26.6 metros acima da fundação de pedra, que possui 12.4 metros a partir do chão. Entretanto, em 1994, um portão e uma torre foram reconstruídos em madeira usando os métodos originais.
Um excelente exemplo de hirajiro ou castelo de terra plana, o Castelo de Hiroshima teve três fossos concêntricos além do Rio Ota ao oeste, que formava uma barreira natural. Os outros dois fossos foram enchidos durante o final do século XIX e o início do século XX, e muito do que foram os terrenos do castelo agora são uma moderna área urbana, com casas, escolas, escritórios e lojas. Um certo número de construções secundárias do castelo e torres, uma vez estiveram lá, e um santuário xintoísta chamado Hiroshima Gokoku Jinja está localizado dentro do fosso mais interior, tendo sido movido para lá depois de 1945.
Dentro das muralhas do castelo, três árvores sobreviveram à explosão atômica: um eucalipto e um salgueiro a 740 metros do centro da explosão, e um azevinho a aproximadamente 935 metros do hipocentro. As espécimes estão logo depois do Honmaru. Também dentro do Honmaru está o bunker de concreto no qual a primeira transmissão de rádio de Hiroshima após o bombardeio foi feita.